# La Jungle (film, 2006)
Pour les articles homonymes, voir La Jungle.
Pour plus de détails, voir Fiche technique et Distribution.
La Jungle est un film français réalisé par Matthieu Delaporte en 2006.

## Synopsis
Comment deux bras cassés, symboles d'une génération d'éternels ados, peuvent-ils réussir à survivre une semaine dans la rue ?

## Fiche technique
- Réalisation : Matthieu Delaporte
- Scénario : Matthieu Delaporte et Alexandre de La Patellière
- Photographie : Crystel Fournier
- Montage : Xavier Loutreuil
- Musique : Jérôme Rebotier
- Décors : Jean-Marc Tran Tan Ba
- Costumes : Sonia Philouze
- Production : Alexandre de La Patellière
- Société de production : Onyx Films
- Société de distribution : Onyx Films et Société nouvelle de distribution
- Langue originale : français
- Genre : comédie
- Durée : 99 minutes
- Date de sortie :	
  - France : 12 juillet 2006

## Distribution
- Guillaume Gallienne : Mathias Warkhevytch
- Patrick Mille : Vincent Larchet
- Anémone : la mère de Mathias
- Guy Bedos : le père de Vincent
- Olivia Magnani : Alessia Massari
- Sophie Cattani : Christine Moretti
- Valérie Bonneton : Natacha
- Anne-Sophie Franck : Irma
- Rony Kramer : le concierge
- Yvon Martin : Christophe
- Joseph Malerba : le médecin
- Éléonore Pourriat : Coralie
- Lara Guirao : Mme Carle
- Abdelhafid Metalsi : le vigile
- Matthieu Rozé : Marc-Aurèle
- Louis-Do de Lencquesaing : l'examinateur

## Critiques
"Un road movie urbain avec Patrick Mille en branleur qui fera date." JDD
"Avec ce postulat de départ, Matthieu Delaporte réalise une première comédie rythmée, drôle et pleine de références." Ecran Large
"Des péripéties éparpillées qu'une mise en scène plate et insipide ne parvient pas à faire vivre." Ouest-France